# Iskay: Inka Beats
Iskay: Inka Beats es el tercer disco de Chill Out andino del músico peruano Miki González en el cual se aprecia una exquisita mezcla musical de lo andino con lo electrónico. Miki González con este último disco se afianzó en este rubro musical debido a la masiva aceptación por esta novedosa combinación. Fue lanzado en el 2006.

## Canciones
| N.º | Título                | Duración |  |
| 1.  | «Aves Marinas»        | 3:24     |  |
| 2.  | «Bosque de Nubes»     | 6:36     |  |
| 3.  | «Pitumarca»           | 6:01     |  |
| 4.  | «Antara Nasca»        | 4:51     |  |
| 5.  | «Waman»               | 4:16     |  |
| 6.  | «La Ofrenda»          | 2:40     |  |
| 7.  | «El Ritual»           | 1:54     |  |
| 8.  | «El Despacho»         | 2:54     |  |
| 9.  | «Fantasía de Tijeras» | 4:36     |  |
| 10. | «Ritti Pampa»         | 6:05     |  |
| 11. | «Saturnino»           | 5:25     |  |
| 12. | «Ñaupaq»              | 4:14     |  |
| 13. | «Falsía»              | 6:41     |  |